# Лупашку, Михаил Феодосьевич
Михаил Феодосьевич Лупашку (рум. Mihail Lupașcu; 27 августа 1928, село Куйзовка, Королевство Румыния — 21 июня 2016, Кишинёв, Республика Молдова) — советский и молдавский учёный в области полевого кормопроизводства, государственный деятель. Академик ВАСХНИЛ (1982), иностранный член РАСХН (1992), иностранный член РАН (2014). Председатель Верховного Совета Молдавской ССР (1985—1986). 

## Биография
В 1953 году окончил Кишиневский сельскохозяйственный институт. В 1957 г. аспирантуру Ботанического сада АН Молдавской ССР.
- 1962—1978 гг. — директор НИИ полевых культур АН Молдавской ССР;
- 1979—1986 гг — вице-президент Академии наук Молдавской ССР, академик-секретарь Отделения биологических и химических наук,
- с 1979 г. — заведующий лабораторией Института микробиологии АН Молдавской ССР,
- 1980—1985 гг. — министр сельского хозяйства Молдавской ССР,
- 1985—1986 гг. — председатель Верховного Совета Молдавской ССР,
- 1990—1995 гг — вице-президент Академии наук Республики Молдова,
- 1994—1998 гг. — депутат Парламента Республики Молдова.

С 2004 г. — старший научный сотрудник Институте микробиологии и биотехнологии Академии наук Республики Молдова.
Специалист в области полевого кормопроизводства. Доктор сельскохозяйственных наук, академик ВАСХНИЛ (1982), иностранный член РАН (2014). Действительный член Академии наук Республики Молдова.
Депутат Верховного Совета Молдавской ССР 11-го созыва и Парламента Республики Молдова (1994—1998).

## Сочинения
Автор и соавтор 24 монографий.
Публикации
- Однолетние кормовые культуры. — Кишинёв: Картя Молдовеняскэ, 1972. — 240 с.
- Интенсификация полевого кормопроизводства. — Кишинёв: Картя Молдовеняскэ, 1980. — 424 с.
- Люцерна. — М.: Агропромиздат, 1988. — 256 с.
- Экология и интенсификация полевого кормопроизводства. — Кишинёв: Картя Молдовеняскэ, 1989. — 428 с.
- Биогенность почвы и пути её повышения. — Штиинца, 1988. — 171 с.

## Награды
- Лауреат Государственной премии Молдавской ССР (1977),
- Премии Георгия Ионеску-Шишешть (1994), Румыния.
- Орден Ленина (1978), орден Трудового Красного Знамени (1973), 2 ордена «Знак Почёта» (1966, 1971).
- Орден Республики (1994).
- медаль имени Дмитрия Кантемира (2008).